# 富爾頓市 (紐約州)
富尔顿（Fulton）是美国纽约州奥斯威戈县西部的一座小城市。截至2010年人口普查，人口为11896人。 这个城市以蒸汽船发明家罗伯特·富尔顿命名。